# Miguel Harth-Bedoya
Miguel Alberto Harth-Bedoya (Lima, Perú, 1968) es un director de orquesta peruano.

## Biografía

### Primeros años
Harth-Bedoya estudió en el Instituto Curtis en Filadelfia. Más tarde asistió la Escuela Juilliard en Nueva York, donde, entre otros, tuvo a profesores como Otto-Werner Mueller. Se graduó en Juilliard en 1991 con un grado de Música y en 1993 con un máster en Música, ambos en dirección de orquesta. Ha tenido también como maestros a Gustav Meier o Seiji Ozawa. En su Perú natal, Harth-Bedoya ayudó a fundar la Orquesta Filarmónica de Lima y la Compañía Contemporánea de Ópera, y trabajando con ambas formaciones de 1993 a 1998.

### Carrera
En los EE. UU. en sus comienzos, Harth-Bedoya trabajó con la Joven Orquesta de Norwalk (Connecticut), con la que hizo su debut como director en el Carnegie Hall. Fue director musical de la Joven Orquesta Sinfónica de Nueva York de 1993 a 1997. Ha trabajado también como miembro de la cátedra de dirección de la Juilliard y formó parte de la nómina de directores de la Orquesta Filarmónica de Nueva York.
En 1996, Harth-Bedoya se convirtió en el director musical de la Sinfónica de Eugene, y mantuvo ese puesto hasta 2002. En 1998, se convirtió en director de asistente de la Orquesta Filarmónica de Los Ángeles, nombrado por el entonces director musical Esa-Pekka Salonen. Salonen posteriormente le ascendió a director asociado en 1999, y Harth-Bedoya se mantuvo en ese puesto durante el año 2004. En 2002, Harth-Bedoya ganó Premio de Directores de Orquesta del Seaver/National Endowment of the Arts.
En 2000, Harth-Bedoya pasó a ser Director Musical de la Orquesta Sinfónica de Fort Woth Su contrato allí se renovó en la temporada 2010-11 y, más recientemente ha renovado para el año 2014.
Ha dirigido el estreno de la versión revisada de Ainadamar de Golijov, que tuvo lugar en la Ópera de Santa Fe el 30 de julio de 2005. Harth-Bedoya dirigió el estreno mundial de la primera opera de Jennifer Higdon, Cold Mountain, escenificado por la compañía de Santa Fe en agosto de 2015. El libreto, escrito por Gen Scheer, está basado en la novela de 1997 del mismo nombre escrita por Charles Frazier y galardonada con varios premios.
Fuera de los EE. UU., Harth-Bedoya fue director musical de la Auckland Philharmonia Orquesta de 2000 a 2005. En 2007, inició el proyecto multimedia Caminos del Inka para la promoción de la música de Sudamérica, el cual ha incluido trabajos orquestales de varios compositores sudamericanos como Osvaldo Golijov, Enrique Iturriaga, Celso Garrido Lecca, Esteban Benzecry y Jimmy López. Harth-Bedoya dirigió como invitado por primera vez a la Orquesta Radiofónica noruega (KORK) en 2010. En febrero de 2012, la KORK anunció el nombramiento de Harth-Bedoya como su 7.º director titular, con efecto a partir de la temporada 2013-2014.
En 2017 debutó con la Orquesta de Valencia en el Palau de la Música junto al chelista Guillermo Pastrana con un programa que se conformó con una selección de El ruiseñor y la rosa, de Matilde Salvador; el concierto para violonchelo y orquesta n.º 1 de Dmitri Shostakovich y la Cuarta Sinfonía de Brahms.
Harth-Bedoya posee una cátedra como Profesor invitado distinguido de dirección de orquesta en la Universidad Cristiana de Texas.

## Vida personal
Se casó con su mujer Maritza en 2000. La pareja tiene 3 hijos. La familia reside en Fort Worth, Texas.